# 1816 год в литературе

## Книги
- «Доводы рассудка» — роман Джейн Остин (опубликован в 1817 году).
- «История государства Российского» — многотомное историческое сочинение Н. М. Карамзина (начало печати).
- «Пуритане» — исторический роман Вальтера Скотта.
- «Чёрный карлик» — исторический роман Вальтера Скотта.
- «Шильонский узник» — поэма Джорджа Байрона.

## Родились
- 21 февраля — Жан-Франсуа Бонавентюр Флёри, французский писатель (умер в 1894).
- 14 марта — Бернгард Элис Мальмстрём, шведский поэт, историк литературы  (умер в 1865 году).
- 21 апреля — Шарлотта Бронте (Charlotte Brontë), английская писательница (умерла в 1855).
- 24 мая — Альберт Ричард Смит, британский писатель, драматург (умер в 1860 году).
- 21 ноября — Фридрих Штольце, немецкий поэт, писатель, издатель и редактор (ум. в 1891).
- Аурелиано Фернандес-Гуэрра-и-Орбе, испанский писатель, поэт, драматург (ум. в 1894).

## Умерли
- 20 июля — Гавриил Романович Державин, русский поэт (родился в 1743).
- 31 августа (12 сентября) — Фёдор Фёдорович Иванов, русский драматург и поэт (родился в 1777).